# GROOVIN'
『GROOVIN'』（グルーヴィン）は、久保田利伸の2枚目のアルバム。
1987年4月22日にCBS・ソニーから発売された。
（LP：28AH-2168、CD：32DH-654、CT：28KH-2150）
1989年10月8日にCDが再発売された（CSCL-1003）。

## 概要
前作『SHAKE IT PARADISE』から僅か7ヶ月で発売。前作と大きく音作りが変わり編曲を全て久保田のバックバンド「MOTHER EARTH」が一手に手掛け、ブックレストの最終頁には、MOTHER EARTHの紹介写真が掲載されている。当アルバムからは先行シングル・リカットシングル共にシングル曲はリリースされていないが、CDのみ「一途な夜、無傷な朝」をボーナストラックとして6曲目に収録、因みに同曲は「 GODDESS〜新しい女神〜」のカップリング曲として先行収録されている。

## 収録曲
| 全作曲: 久保田利伸（#7, 久保田利伸・羽田一郎）、全編曲: 杉山卓夫 & MOTHER EARTH（#6, 杉山卓夫）。 |                          |                      |                                          |      |
| #                                                                                                 | タイトル                 | 作詞                 | 作曲・編曲                               | 時間 |
| 1.                                                                                                | 「PSYCHIC BEAT」         | 久保田利伸           | 久保田利伸（#7, 久保田利伸・ 羽田一郎 ） | 3:57 |
| 2.                                                                                                | 「北風と太陽」           | 川村真澄             | 久保田利伸（#7, 久保田利伸・ 羽田一郎 ） | 3:34 |
| 3.                                                                                                | 「PLACE」                | 久保田利伸           | 久保田利伸（#7, 久保田利伸・ 羽田一郎 ） | 4:59 |
| 4.                                                                                                | 「RANDY CANDY」          | 川村真澄             | 久保田利伸（#7, 久保田利伸・ 羽田一郎 ） | 4:20 |
| 5.                                                                                                | 「LADY SUICIDE」         | 川村真澄             | 久保田利伸（#7, 久保田利伸・ 羽田一郎 ） | 3:57 |
| 6.                                                                                                | 「一途な夜、無傷な朝」   | 川村真澄             | 久保田利伸（#7, 久保田利伸・ 羽田一郎 ） | 4:10 |
| 7.                                                                                                | 「ダイヤモンドの犬たち」 | 川村真澄             | 久保田利伸（#7, 久保田利伸・ 羽田一郎 ） | 4:38 |
| 8.                                                                                                | 「薄情LOVE MACHINE」     | 川村真澄・久保田利伸 | 久保田利伸（#7, 久保田利伸・ 羽田一郎 ） | 2:16 |
| 9.                                                                                                | 「永遠の翼」             | 久保田利伸           | 久保田利                                 | 4:52 |
| 10.                                                                                               | 「VISIONS」              | 川村真澄             | 久保田利伸（#7, 久保田利伸・ 羽田一郎 ） | 4:31 |
| 11.                                                                                               | 「八番目の虹の色」       | 川村真澄             | 久保田利伸（#7, 久保田利伸・ 羽田一郎 ） | 5:48 |
| 合計時間:                                                                                         | 合計時間:                | 合計時間:            | 47:02                                    |      |